# Rumex acetosella
Rumex acetosella là một loài thực vật có hoa trong họ Rau răm. Loài này được Carl von Linné miêu tả khoa học đầu tiên năm 1753.